# Даниела Бобева
Даниела Николова Бобева-Филипова е български политик от Съюза на свободните демократи. Тя е министър на търговията в служебното правителството на Стефан Софиянски (1997) и заместник министър-председател на правителството на Пламен Орешарски.

## Биография
Даниела Бобева е родена на 8 септември 1958 година в София. През 1982 година завършва Висшия икономически институт „Карл Маркс“. От 1990 година е доктор по социология, а през 1991 – 1992 година работи като началник на отдел „Заетост и пазар на труда“ в Министерството на социалните грижи. Между 1993 и 1994 е директор на Икономическата програма към Центъра за изследване на демокрацията.
При управлението на Жан Виденов Бобева е член на комисията за чуждестранни инвестиции към Министерския съвет (1994 – 1995), председател на Агенцията за чуждестранни инвестиции (1995 – 1996) и директор на дирекцията за международно сътрудничество към Българската народна банка (1996 – 1997). През февруари 1997 е назначена за министър на търговията и външноикономическото сътрудничество в служебния кабинет на Стефан Софиянски.
През 1998 година Бобева е изпратена в Черноморската банка за търговия и развитие в град Солун, един от основните акционери в която е българското правителство. Там тя достига до поста вицепрезидент.
През 2001 година Даниела Бобева става един от учредителите на Съюза на свободните демократи, оглавяван от Стефан Софиянски. Между 2003 и 2007 година отново ръководи Дирекция „Международни отношения и европейска интеграция“ в Българската народна банка.